# Acanthochitona rubrolineata
Acanthochitona rubrolineata is een keverslakkensoort uit de familie van de Acanthochitonidae. De wetenschappelijke naam van de soort is voor het eerst geldig gepubliceerd in 1873 door Lischke.